# Campeonato Africano de Atletismo de 2010 - 10000 m masculino
A prova dos 10000 metros masculino do Campeonato Africano de Atletismo de 2010 foi disputada no dia  28 de julho de 2010 em Nairóbi,  no Quênia. 

## Recordes
Antes desta competição, os recordes mundiais e do campeonato nesta prova eram os seguintes:
|                       | Nome            | Nacionalidade | Tempo      | Local    | Data                 |
| --------------------- | --------------- | ------------- | ---------- | -------- | -------------------- |
| Recorde mundial       | Kenenisa Bekele | Etiópia       | 26m 17s 53 | Bruxelas | 26 de agosto de 2005 |
| Recorde do campeonato | William Sigei   | Quênia        | 27m 25s 33 | Durban   | 24 de junho de 1993  |
| Recorde africano      | Kenenisa Bekele | Etiópia       | 26m 17s 53 | Bruxelas | 26 de agosto de 2005 |

## Medalhistas
| Ouro                | Prata                      | Bronze               |
| Wilson Kiprop (KEN) | Moses Ndiema Kipsiro (UGA) | Geoffrey Mutai (KEN) |

## Cronograma
Todos os horários são locais (UTC+3).
| Data        | Hora  | Evento |
| ----------- | ----- | ------ |
| 28 de julho | 16:45 | Final  |

## Resultado final
| Posição           | Atleta                | Nacionalidade | Tempo    | Notas |
| ----------------- | --------------------- | ------------- | -------- | ----- |
| Medalha de ouro   | Wilson Kiprop         | Quênia        | 27:32.91 |       |
| Medalha de prata  | Moses Ndiema Kipsiro  | Uganda        | 27:33.37 |       |
| Medalha de bronze | Geoffrey Mutai        | Quênia        | 27:33.83 |       |
| 4                 | Mathew Kisorio        | Quênia        | 27:56.71 |       |
| 5                 | Yakob Jarso           | Etiópia       | 28:20.66 |       |
| 6                 | Stephen Kiprotich     | Uganda        | 28:33.85 |       |
| 7                 | Fabiano Joseph        | Tanzânia      | 28:40.53 |       |
| 8                 | Teklemariam Medhin    | Eritreia      | 28:50.63 |       |
| 9                 | Bernard Bizimana      | Burundi       | 30:01.78 |       |
| 10                | Daudi Joseph          | Tanzânia      | 30:06.22 |       |
| 11                | Goumaneh Omar Doualeh | Djibuti       | 31:53.08 |       |
| 98 !              | Yetwale Kende         | Etiópia       | DNF      |       |
| 98 !              | Sileshi Sihine        | Etiópia       | DNF      |       |
| 99 !              | Linos Chitali         | Zâmbia        | DNS      |       |
| 99 !              | Dieudonné Disi        | Ruanda        | DNS      |       |
| 99 !              | Oliver Irabaruta      | Burundi       | DNS      |       |
| 99 !              | Marko Joseph          | Tanzânia      | DNS      |       |
| 99 !              | Geoffrey Kusuro       | Uganda        | DNS      |       |

Legenda
| Recorde mundial       | Recorde mundial (World record)               |                       | Recorde africano                      | Recorde africano (African) |                                           | Q | Classificado por posição (Qualified) |
| Recorde do campeonato | Recorde do campeonato (Championship record)  | Recorde da América    | Recorde da América (Americas)         | q                          | Classificado por melhor tempo (Qualified) |   |                                      |
| Melhor marca do ano   | Melhor marca do ano (World leading)          | Recorde asiático      | Recorde asiático (Asian)              | DNS                        | Não largou (Did not start)                |   |                                      |
| Recorde nacional      | Recorde nacional (National record)           | Recorde europeu       | Recorde europeu (European)            | DNF                        | Não terminou (Did not finish)             |   |                                      |
| Recorde pessoal       | Recorde pessoal do atleta (Personal best)    | Recorde da Oceania    | Recorde da Oceania (Oceania)          | DSQ / DQ                   | Desclassificado (Disqualified)            |   |                                      |
| Recorde da temporada  | Recorde da temporada do atleta (Season best) | Recorde sul-americano | Recorde sul-americano (South America) | NM                         | Sem marca (No mark)                       |   |                                      |